# High Desert
High Desert, ou Enquêtes dans le désert au Québec, est une série télévisée américaine en huit épisodes d'environ 30 minutes créée par Nancy Fichman (en), Katie Ford (en) et Jennifer Hoppe (en), diffusée entre le 17 mai et le 21 juin 2023 sur Apple TV+.

## Synopsis
Peggy Newman (Patricia Arquette), une ancienne toxicomane, décide de changer de vie et de devenir détective privée à la suite du décès de sa mère bien-aimée avec qui elle vivait dans la petite ville de Yucca Valley, en plein désert californien.

## Distribution

### Acteurs principaux
- Patricia Arquette (VF : Françoise Cadol) : Peggy
- Brad Garrett (VF : Philippe Dumond) : Bruce
- Weruche Opia (VF : Déborah Claude) : Carol
- Bernadette Peters (VF : Déborah Perret) : Rosalyn
- Rupert Friend (VF : Anatole de Bodinat) : Guru Bob

### Acteurs récurrents
- Matt Dillon (VF : Maurice Decoster) : Denny
- Christine Taylor : Dianne
- Susan Park : Tammy
- Eden Brolin (en)
- Eric Petersen (en) (VF : Guillaume Lebon) : Denny
- Keir O'Donnell (VF : Yannick Blivet) : Stewart
- Jeffrey Vincent Parise (en) : Roger
- Carmine Giovinazzo : Nick Gatchi
- Carlo Rota : Arman
- Tracy Vilar (VF : Armelle Gallaud) : Tina
- Michael Masini : Leo Gatchi

 Source et légende : version française (VF) sur RS Doublage

## Production
Le 1er juillet 2023, la série est annulée.

## Épisodes
La série est diffusée sur Apple TV+ le 17 mai 2023 (dans un premier temps avec trois épisodes, puis un chaque mercredi).
1. Prise en charge de la douleur (Pain Management)
2. Deux nibars et pas de mec = un délit (Two Knockers and No Boyfriend = A Felony)
3. Je le tiens, ce connard de gourou (I'm Getting Close to This Guru Bastard)
4. Vire Judy du lit (Is This About the Fucking Silver?)
5. Recouvrement d'âme (Soul Retrieval)
6. Hocher la tête n'est pas dire bonjour (Fucking Monsoon Season)
7. Ça ne virera pas forcément au drame (This Doesn't Have to be a Tragedy)
8. À la recherche d'un héros (I Need a Hero)